# Baltimore Pearls
I Baltimore Pearls furono una franchigia di pallacanestro della ABA 2000, con sede a Baltimora, Maryland.
Creati nell'autunno del 2005, disputarono la stagione 2005-06, concludendo la regular season con un record di 2-23.
Scomparvero prima dell'inizio della stagione successiva.

## Stagioni
| Stagione | Lega     | Denominazione    | V | P  | %   | Piazzamento | Play-off |
| -------- | -------- | ---------------- | - | -- | --- | ----------- | -------- |
| 2005-06  | ABA 2000 | Baltimore Pearls | 2 | 23 | 8,0 | 4º          | -        |